# Ruta de Rhode Island 114
La Ruta de Rhode Island 114, y abreviada R.I. 114 (en inglés: Rhode Island Route 114) es una carretera estatal estadounidense ubicada en el estado de Rhode Island. La carretera inicia en el Sur desde la  Ruta 138     en Middletown hacia el Norte en la  Ruta 122     en Woonsocket. La carretera tiene una longitud de 73,4 km (45.6 mi).

## Mantenimiento
Al igual que las autopistas interestatales, y las rutas federales y el resto de carreteras estatales, la Ruta de Rhode Island 114 es administrada y mantenida por el Departamento de Transporte de Rhode Island por sus siglas en inglés RIDOT.

## Cruces
La Ruta de Rhode Island 114 es atravesada principalmente por la Route 24 en Portsmouth
 I-195 en East Providence
I-95/US 1 en Pawtucket
 I-295 en Cumberland.